# インディラ・ガンディー賞
インディラ・ガンディー賞（インディラ・ガンディーしょう、Indira Gandhi Prize）は、1984年に暗殺されたインディラ・ガンディー元首相を記念するために、1986年につくられた国際平和賞。政治家、学者、経済人等、国際平和に貢献した有名人に授与されている。インディラ・ガンディー記念財団の選考委員会（インド首相を長とする）が選出する。賞金は250万ルピー（約490万円）である。「インディラ・ガンディー平和賞」とも言う。

## 歴代受賞者
| 年   | 受賞者                                 | 画像 | 国             | 解説                                                         |
| ---- | -------------------------------------- | ---- | -------------- | ------------------------------------------------------------ |
| 1986 | 地球規模問題に取組む国際議員連盟       |      | –              | 国際議員連盟                                                 |
| 1987 | ミハイル・ゴルバチョフ                 |      | ソビエト連邦   | ソビエト連邦共産党書記長・大統領、のちにノーベル平和賞を受賞 |
| 1988 | グロ・ハーレム・ブルントラント         |      | ノルウェー     | ノルウェー首相                                               |
| 1989 | 国際連合児童基金（UNICEF）             |      | 国際連合       | 国連総会補助機関、ノーベル平和賞受賞団体                     |
| 1990 | サム・ヌジョマ                         |      | ナミビア       | ナミビア初代大統領                                           |
| 1991 | ラジーヴ・ガンディー                   |      | インド         | インド第9代首相                                              |
| 1992 | 大来佐武郎                             |      | 日本           | 元外相                                                       |
| 1993 | ヴァーツラフ・ハヴェル                 |      | チェコ         | チェコ初代大統領                                             |
| 1994 | トレヴァー・ハドルストン大司教         |      | イギリス       | 反アパルトヘイト活動家                                       |
| 1995 | オルシェグン・オバサンジョ             |      | ナイジェリア   | ナイジェリア第5代大統領                                      |
| 1996 | 国境なき医師団                         |      | –              | 国際的緊急医療団体、のちにノーベル平和賞を受賞               |
| 1997 | ジミー・カーター                       |      | アメリカ合衆国 | アメリカ合衆国第39代大統領、のちにノーベル平和賞を受賞       |
| 1998 | ムハマド・ユヌス                       |      | バングラデシュ | グラミン銀行創設者、のちにノーベル平和賞を受賞               |
| 1999 | モンコンブ・スワミナサン               |      | インド         | 農学者、パグウォッシュ会議会長                               |
| 2000 | メアリー・ロビンソン                   |      | アイルランド   | アイルランド第7代大統領、国連人権高等弁務官                  |
| 2001 | 緒方貞子                               |      | 日本           | 元国連難民高等弁務官                                         |
| 2002 | シュリダス・ランファル卿               |      | ガイアナ       | イギリス連邦第2代事務総長                                    |
| 2003 | コフィー・アナン                       |      | ガーナ         | 第7代国連事務総長、ノーベル平和賞受賞者                      |
| 2004 | シリントーン殿下                       |      | タイ           | タイ王国王女                                                 |
| 2005 | ハーミド・カルザイ                     |      | アフガニスタン | アフガニスタン・イスラム共和国初代大統領                     |
| 2006 | ワンガリ・マータイ                     |      | ケニア         | 環境保護活動家、ノーベル平和賞受賞者                         |
| 2007 | ビル&メリンダ・ゲイツ財団              |      | アメリカ合衆国 | ビル・ゲイツ夫妻が設立した慈善基金団体                       |
| 2008 | モハメド・エルバラダイ                 |      | エジプト       | 国際原子力機関事務局長、ノーベル平和賞受賞者                 |
| 2009 | シェイク・ハシナ                       |      | バングラデシュ | バングラデシュ首相                                           |
| 2010 | ルイス・イナシオ・ルーラ・ダ・シルヴァ |      | ブラジル       | ブラジル第35代大統領                                         |
| 2011 | エラ・バット                           |      | インド         | 自営女性労働者協会（SEWA）創設者                             |
| 2012 | エレン・ジョンソン・サーリーフ         |      | リベリア       | リベリア第24代大統領、ノーベル平和賞受賞者                   |
| 2013 | アンゲラ・メルケル                     |      | ドイツ         | ドイツ連邦共和国第8代首相                                    |
| 2014 | インド宇宙研究機関                     |      | インド         |                                                              |
| 2015 | 国連難民高等弁務官事務所（UNHCR）      |      | 国際連合       | 国際連合の難民問題に関する機関                               |
| 2017 | マンモハン・シン                       |      | インド         | インド第17代首相                                             |
| 2018 | 科学環境センター                       |      | インド         | インドのシンクタンク                                         |
| 2019 | サー・デイビッド・アッテンボロー       |      | イギリス       | 植物学者、動物学者、テレビプロデューサー                     |